# Grande Sinagoga de Bordéus
A Grande Sinagoga de Bordéus é uma das maiores sinagogas da Europa. É o principal local de culto israelita da metrópole gasconha. Foi inaugurado a 5 de Setembro de 1882 e em 1998 foi considerada um monumento histórico.
A presença um comunidade judaica em Bordéus data de há vários séculos. Esta comunidade cresceu consideravelmente depois da promulgação do Decreto de Alhambra (31 de Março de 1942), depois do qual os monarcas católicos decidiram por em causa o futuro dos judeus na península ibérica; isto, juntamente com a perseguição da Inquisição, fez com que muitos judeus fugissem para os Pirenéus, construindo várias comunidades no sul de França que ao longo dos séculos foi florescendo.
Durante a ocupação alemã da França a sinagoga foi saqueada e serviu e refugio dos judeus que não tiveram possibilidades de fugir para o estrangeiro; este grupo, composto por cerca de 1600 famílias, foi deportado para campos de concentração.